# Ramdysk
Ramdysk (ang. ramdisk, ramdrive) – wirtualny dysk tworzony w obszarze pamięci RAM, który jest wykorzystywany w zastępstwie dysku twardego do niektórych operacji. Pamięć RAM ma wielokrotnie lepszy czas dostępu do danych niż dyski talerzowe, choć jednocześnie RAM jest pamięcią ulotną, co mocno ograniczania zastosowania takich dysków. Część programów rozwiązywało problem ulotności za pomocą funkcji kopii zapasowej.
Ramdyski pojawiły się w końcówce XX wieku i były używane jeszcze na początku XXI wieku. Dysk HDD mający o prędkości 7200 rpm może osiągać prędkość rzędu 50 MB/s, a ramdysk może osiągać prędkości rzędu 5 000 MB/s. Nawet dla wczesnych dysków SSD tego typu prędkości były nieosiągalne i dopiero pojawia się dysków opartych na NVM Express pozwoliło zbliżyć się do prędkości pamięci RAM.
Początkowo ramdyski były używane jako dyski startowe, kilka modeli systemów komputerowych, takich jak Amiga lub Apple IIGS, obsługiwało ładowanie systemu operacyjnego z ramdysku. Kosztem pewnej części pamięci głównej, komputer mógł być miękko zrestartowany i załadować system operacyjny w kilka sekund zamiast minut. Microsoft miał podobny mechanizm używania RAM jako pamięci podręcznej dla dysków poprzez program SmartDrive. Powstały również urządzenia z ramdyski z osobnym zasilaniem z baterii, których zawartość nie była tracona, nawet po wyłączeniu systemu, co dawało nowe możliwości. Innym zastosowanie dysków opartych na RAM jest przyspieszenie działania systemów typu Live CD, w których dane systemu mogą być załadowane do pamięci i umożliwić szybszą pracę w naturalnie tymczasowym środowisku. Podobny zastosowaniem mogą być Infokioski, gdzie żadne zmiany w systemie nie są, a nawet nie powinny być zachowywane i okresowo resetowanie jest zaletą. Ramdyski można było wykorzystywać również przy bardzo intensywnych operacji zapisu i odczytu danych z/na dysk, zwłaszcza dla programów, które same nie wczytują danych do pamięci lub do ochrony zużycia dysków SSD.